# Heinz-Josef Kiefer
Heinz-Josef Kiefer, auch Heinz J. Kiefer (* 19. Mai 1927 in Beuthen, Oberschlesien; † 30. Juni 2012 in Essen), war ein deutscher Manager und Hochschullehrer.

## Leben
Nach Kindheit und Schulzeit in Beuthen(Oberschlesien), gefolgt von Flucht und Vertreibung seiner Familie nach Kriegsende, wtudierte Kiefer zunächst (1947–1950) Theologie, Philosophie, Geschichte und Staatsrecht an der Philosophisch-Theologischen Hochschule In Eichstätt, dann an der Universität Regensburg. Von 1948 bis 1951 folgte an der Universität München das Studium der Wirtschaftswissenschaften, ergänzt durch Studien in Philosophie und Staatsrecht. Er schloss mit dem Examen des Diplom-Volkswirt ab. Er promovierte danach in Volkswirtschaftslehre, 1953 bei Theodor Pütz an der Leopold-Franzens-Universität Innsbruck mit der Arbeit Die repräsentativen Größengruppen der Ruhrzechen und die optimale Betriebsgröße. Ein Beitrag zum Betriebsgrößenproblem zum Untersuchungszeitpunkt Ende 1951 zum Dr. rer. oec.  Seit 1947 war er Mitglied der katholischen Studentenverbindung KDStV Tuiskonia München im CV und später wurde er noch Mitglied der KDStV Rupertia Regensburg und der AV Salia-Silesia Gleiwitz, beide im CV.
1966 wurde er für die Rheinischen Stahlwerke AG (Rheinstahl-Konzern) tätig, an den Standorten Dortmund, Duisburg, Hannover, Kassel. Darüber hinaus wirkte er bis 1972 als Vorstandsmitglied der Rheinstahl AG in Essen.
Kiefer war ab 1977 in der Lehre und dann ab 1978 tätig als Professor für Informationsunternehmen und -strukturen an der Informationswissenschaftlichen Fakultät der Universität Navarra in Pamplona.
Er war von 1972 bis 1990 Vorsitzender des Vorstandes und zugleich Vorsitzender des Wissenschaftlichen Beirates des Ruhrinstituts für gesellschaftspolitische Forschung und Bildung e.V. in Essen. Das Ruhrinstitut war ein wissenschaftsorientierter „Think Tank“ mit Sitz in Essen. Dessen Hauptaufgabe war die inhaltliche Beratung sowie die Planung, Organisation und Ausrichtung der Veranstaltungen in den  Gesellschaftspolitischen Gesprächskreisen des Ruhrinstituts. Diese Gesprächskreise waren in den 70er-, 80er- und 90er-Jahren in vielen Städten des Ruhrgebiets etabliert. Sie gestalteten durch große Vortragsveranstaltungen mit prominenten Wissenschaftlern und Politikern und durch kontrovers besetzte Podiumsdiskussionen die öffentliche Meinung in der Region mit. In den Gesellschaftspolitischen Gesprächskreisen des Ruhrinstituts trafen sich Führungskräfte aus der Wirtschaft, der Wissenschaft, von Bildungsinstitutionen, aus der Verwaltung und aus freien Berufen. In internen ebenso wie in öffentlichen Veranstaltungen war es das Ziel, zu den großen, öffentlich diskutierten Fragen ausgewogene gesellschaftspolitische Standpunkte und Wertmaßstäbe zu erarbeiten. Fundament dieser bildungspolitischen Grundlagenarbeit waren für das Ruhrinstitut die Werte des Grundgesetzes (Präambel, Menschen-, Gesellschafts- und Wirtschaftsbild, Grundrechtekatalog) sowie die Christliche Gesellschaftslehre in katholischer wie evangelischer Ausprägung.
Kiefer war Vorstandsvorsitzender des Versorgungsverbandes bundes- und landesgeförderter Unternehmen VBLU mit Sitz in Bonn.
1973 wurde er von Kardinal-Großmeister Maximilien Kardinal de Fuerstenberg zum Ritter des Ritterordens vom Heiligen Grab zu Jerusalem ernannt und am 12. Mai 1973 im Dom Mariä Heimsuchung in Augsburg durch Lorenz Kardinal Jaeger, Großprior des Ordens, investiert. Am 5. September 1984 erhielt er das Bundesverdienstkreuz am Bande.
Am 22. Mai 1987 stiftete er mit seiner Familie den Wilhelm-Weber-Preis für Verdienste um die Theorie und Praxis Christlicher Gesellschaftslehre.
Sein Nachlass liegt im Archiv für Christlich-Demokratische Politik in St. Augustin.

## Schriften
- Mut zu neuen Kommunikationsmodellen = Essener Beiträge zur gesellschaftspolitischen Forschung und sozialen Kommunikation. Bd. 1. Heinz J. Kiefer (Herausgeber). Mit Beiträgen von R. Appel, F. Barsig, A. Faus Belau, W. Erasmy, W. Geiger, G. Grotkamp, B. Krähling, Th. M. Loch, G. v. Lojewski, W. Schätzler, H. Vollmer, Bochum 1980, Studienverlag Dr. N. Brockmeyer, ISBN 3-88339-145-X
- Grundwerte-orientierte Ordnungspolitik für die achtziger Jahre, Heinz J. Kiefer (Herausgeber). Mit Beiträgen von P. Berglar, H. Besters, Ph. Herder-Dorneich, H. J. Kiefer, U. Matz, A. Menne, J. C. Papalekas, Th. Schmidt-Kaler, M. Spieker, J. Starbatty, J. Stegmann, W. Weber, Verlag Johann Wilhelm Naumann, Würzburg 1980, 2. Aufl. Würzburg 1981, ISBN 3-88567-009-7
- Herausforderungen und Standort = Essener Beiträge zur gesellschaftspolitischen Forschung und sozialen Kommunikation. Bd.3, Bochum  1982, Studienverlag Dr. N. Brockmeyer 1982, ISBN 3-88339-289-8
- Auf dem Weg zur Informationsgesellschaft = Essener Beiträge zur gesellschaftspolitischen Forschung und sozialen Kommunikation. Bd. 2, Heinz J. Kiefer (Herausgeber). Mit Beiträgen von G. v. lojewski, V. von Hagen, H. Linnerz, J. Sobotta, H. Vocke und F. Wördemann, Bochum 1982, Studienverlag Dr. N. Brockmeyer, ISBN 3-88339-287-1
- Wortmeldungen im Generationendialog = Essener Beiträge zur gesellschaftspolitischen Forschung und sozialen Kommunikation. Bd. 6. Heinz J. Kiefer (Herausgeber). Mit Beiträgen von P. Berglar, W. Grieger, R. Hochkirchen, H. Kiefer, M. Kiefer, S. Pförtner, Bochum 1985, Studienverlag Dr. N. Brockmeyer, ISBN 3-88339-477-7
- Marktwirtschaft und christliche Gesellschaftslehre, in: Die Neue Ordnung. Herausgegeben vom Institut für Gesellschaftswissenschaften Walberberg, Sondernummer April 1985, IfG Verlagsgesellschaft mbH, Bonn 1985, S. 6–17
- Die Deutsche Frage als strategischer Schlüssel. Heinz J. Kiefer (Herausgeber). Mit Beiträgen von Sir Julian Bullard, Herbert Czaja, Gerhard Hubatschek, Heinz J. Kiefer, Hermann Freiherr von Richthofen, Klaus Weigelt, mit einem Vorwort von Alfred Dregger und einer Einleitung von Markus Kiefer, München 1988, Olzog Verlag, ISBN 3-7892-7360-0, zusammen mit Julian Bullard
- Politische Kultur und publizistische Verantwortung = Essener Beiträge zur gesellschaftspolitischen Forschung und sozialen Kommunikation. Bd. 7. Heinz J. Kiefer (Herausgeber). Mit Beiträgen zum Thema Massenmedien und politische Kultur in Deutschland von J. Feddersen, H.J. Friedrichs, K. Gerhardt, G. v. Lojewski, H.J. Kiefer, H. Oberreuter, Bochum 1990, Studienverlag Dr. N. Brockmeyer, ISBN 3-88339-795-4
- Neue Technik, neue Programme, ökonomische Utopien? : Sind die in der Zukunft technisch möglichen Rundfunkprogramme finanzierbar?, Kohlhammer 1991, ISBN 3-17-011309-7, zusammen mit Henning Wilkens
- Die soziale Kommunikation als Grundlage der europäischen Revolution 89/90 – Kultur, Nation, öffentliche Verantwortung = Essener Beiträge zur gesellschaftspolitischen Forschung und sozialen Kommunikation. Heinz J. Kiefer (Herausgeber). Mit Beiträgen von E. Biser, I. Herrmann, K. Krämer, D. E. Kress, G. v. Lojewski, A. Rummel, H. Schöne, W. Bergsdorf, E. Bordfeld, H. Köster, R. Lehmann, D. Schütze, D. Lesche, Bochum 1991, Studienverlag Dr. N. Brockmeyer, ISBN 3-88339-870-5
- Europamarkt für Rundfunk-Unternehmen. Wer konkurriert? Wer reguliert? Mit welchen Auswirkungen? = Beiträge zur Rundfunkökonomie. Bd. 5, Heinz J. Kiefer/Hans Joachim Lehmann (Herausgeber). Mit Beiträger von Jean-Bernard Münch, Konrad Bonkosch, Antonio Riva, Janesz Jervsek, Michael Berko, Udo Reiter, Victor Rocaries, David Glencross, Oskar Maier, Heinz J. Kiefer, Hans-Joachim Lehmann, Hanns A. Abele, Stuttgart/Berlin/Köln 1993, Verlag W. Kohlhammer 1993, ISBN 3-17-012653-9
- Perspektiven zu Technik und Gesellschaft : Beiträge ; Eberhard Steinmetz zum 65. Geburtstag / Wissenschaftlicher Beirat für Strategische Studien, 2003, ISBN 3-86130-154-7, zusammen mit Eckart Pankoke